# The Meteors (Britse band)
The Meteors is een Engelse psychobillyband opgericht in 1980 in Zuid-Londen. Er wordt over de band vaak gezegd dat ze het subgenre psychobilly - dat punkrock combineert met rockabilly - zijn kenmerkende geluid en stijl hebben gegeven. 
The Meteors werden opgericht door P. Paul Fenech (gitaar en zang), Nigel Lewis (contrabas/elektrische bas en zang) en Mark Robertson (drums). Fenech en Lewis hadden eerder in rockabillybands gespeeld, maar verlieten hun voormalige band Raw Deal om te experimenteren met een nieuw geluid dat horror- en sciencefictionteksten mengde met een punkrock / rockabilly crossover. Daarbij zongen Fenech en Lewis elk de leadzang op hun eigen nummers.
The Meteors speelden hun eerste show tijdens Rockabilly Night in The Sparrow Hawk in Noord-Londen, maar besloten, na negatieve kritieken op hun kruising tussen rockabilly en punkattitudes, om geen optredens meer te geven in de traditionele rockabilly-clubs. Ze ontwikkelden een trouwe aanhang die bekend staat als "the Crazies" of "Zorchmen", die hun eigen dansstijl uitvonden en vervolgens "going mental" noemden, een kruising tussen vechten, dansen en moshing. Dit zou later worden omgedoopt tot "sloop", en is nog steeds een hoofdbestanddeel van de psychobilly scene. Dit, in combinatie met Fenech's ritueel van het spugen van (kippen)bloed tijdens optredens, leidde ertoe dat veel clubs geloofden dat de band gevaarlijk was en weigerden ze te boeken. De band begon te spelen in punkrockclubs naast Britse punkbands zoals The Clash, The Damned en The UK Subs.
De samenstelling van The Meteors ondergingen veel veranderingen, waarbij Fenech het enige originele lid van de band werd. De huidige bezetting bestaat uit Hendrik Corleone op bas en Wolfgang Hordemann (die, hoewel niet uit de originele bezetting, veruit het langst lid is na Fenech) op drums. Ze hebben 25 officiële albums, talloze singles en talloze heruitgaves en compilatieoptredens. Ze blijven opnemen in hun eigen In Heaven-opnamestudio's, gevestigd in een oude kerk in Swindon - Fenech is een volledig gekwalificeerde geluidstechnicus en producer - en ook in de Mad Dog Studio (een 58 meter hoge toren in Duisburg, Duitsland).  Beide opnamestudio's zijn professionele studio's die door veel bands van over de hele wereld worden gebruikt. The Meteors hebben uitgebreid getoerd door Japan, Europa en Scandinavië, Zuid-Amerika, de VS en Canada. Ze hebben tijdens die tours meer dan 5500 liveshows gegeven.

## Bandleden
- P. Paul Fenech - zang, gitaar
- Wolfgang Hordemann - zang, gitaar
- Hennes - drums

## Discografie

### Studioalbums
- 1981 In Heaven
- 1983 Wreckin’ Crew
- 1984 Stampede!
- 1985 Monkey’s Breath
- 1986 Sewertime Blues
- 1987 Don't Touch The Bang Bang Fruit
- 1988 Only the Meteors Are Pure Psychobilly
- 1988 The Mutant Monkey and the Surfers from Zorch
- 1989 Undead, Unfriendly and Unstoppable
- 1991 Madman Roll
- 1992 Demonopoly
- 1994 No Surrender
- 1995 Mental Instru Mentals
- 1997 Bastard Sons of a Rock’n’Roll Devil
- 1999 The Meteors vs. The World
- 2001 Psycho Down!
- 2003 Psychobilly
- 2004 These Evil Things
- 2004 The Lost Album
- 2007 Hymns for the Hellbound
- 2009 Hell Train Rollin'
- 2012 Doing the Lord's Work
- 2016 The Power Of 3